# Sebastian Joseph-Day
Sebastian Joseph-Day (* 21. März 1995 in Stroudsburg, Pennsylvania) ist ein US-amerikanischer American-Football-Spieler auf der Position des Defensive Ends. Er spielt aktuell für die Tennessee Titans in der National Football League (NFL).

## Frühe Jahre
Joseph-Day ging in seiner Geburtsstadt Stroudsburg auf die Highschool. 2013 entschied er sich, auf die Rutgers University zu gehen. Zwischen 2013 und 2017 spielte er 37 Spiele für das Collegefootballteam und erzielte dabei 90 Tackles, 14,5 Tackles for loss und 3,5 Sacks.

## NFL

### Los Angeles Rams
Joseph-Day wurde im NFL Draft 2018 in der sechsten Runde an 195. Stelle von den Los Angeles Rams ausgewählt. In seiner ersten NFL-Saison kam er in keinem Spiel zum Einsatz. In der Saison 2019 wurde er zum Starter ernannt. Er beendete die Saison mit 44 Tackles und 2 Sacks. Die Saison 2020 beendete er mit 55 Tackles und einem Sack.
Ein Jahr später wurde er, auf Grund eines Brustmuskelrisses, am 5. November 2021 auf die Injured Reserve List gesetzt. Die Rams erreichten in dieser Saison den Super Bowl LVI. Am 11. Februar 2022, also zwei Tage vor dem Endspiel, wurde Josph-Day wieder aktiviert und konnte so aktiv am 23:20-Super-Bowl-Sieg gegen die Cincinnati Bengals teilnehmen.

### Los Angeles Chargers
Am 16. März 2022 unterschrieb Joseph-Day einen Vertrag bei den Los Angeles Chargers. Am 7. Spieltag der Saison konnte er im Spiel gegen die Seattle Seahawks zusammen mit seinem Teamkollegen Troy Reeder einen Safety gegen den Runningback Kenneth Walker III erzielen. Ab dem 7. Dezember 2022 fiel er auf Grund einer Knieverletzung für den Rest der Saison aus. In der Saison 2022 nahm er an 16 Saisonspielen teil. Er erzielte 56 Tackles und zwei Sacks. Am 22. Dezember 2023 wurde er von den Chargers entlassen.

### San Francisco 49ers
Die San Francisco 49ers nahmen Joseph-Day am 27. Dezember 2023 in ihren Kader auf. Er erreichte mit den 49ers den Super Bowl LVIII, welcher mit 22:25 gegen die Kansas City Chiefs verloren ging.

### Tennessee Titans
Am 20. März 2024 unterschrieb er einen Vertrag bei den Tennessee Titans.

## Persönliches
Joseph-Day ist verheiratet und hat einen Sohn.
Am 27. März 2023 beschuldigte Joseph-Day Mitarbeiter der Transportation Security Administration (TSA), ihn am John Wayne Airport in Santa Ana, Kalifornien, sexuell belästigt zu haben.